# Los się musi odmienić (singel)
Los się musi odmienić – wydany w czerwcu 2005 roku przez wytwórnię muzyczną S.P. Records singel Kazika Staszewskiego promujący album o tym samym tytule. Singel ukazał się w kartonowej okładce przyjaznej dla środowiska. Jego nakład był limitowany. Teledysk do tytułowej piosenki został nagrodzony na Yach Film 2005 Festival.

## Lista utworów
1. „Los się musi odmienić”
2. „Chcę być raperem”
3. „Los... – Rock”
4. „Frankie&Johnny – Elvusa”
5. „Kłopoty z wnukami”
6. „W Polskę idziemy – ortodoxja bluesa”
7. „Daj mi jeszcze 2 raz”

słowa: Kazik Staszewski
muzyka: Kazik Staszewski